# 内津峠
内津峠（うつつとうげ）は、愛知県春日井市と岐阜県多治見市を結ぶ標高320mの峠である。この峠の北側を中央自動車道が通過し、南側を国道19号（内津バイパス）の内津トンネルが通過している。

## 歴史
（下街道も参照）
『日本書紀』によれば、日本武尊が当地で副将軍の建稲種命が水死したという報を聞いて、「あゝ現（うつつ）かな」と嘆き悲しんだことが地名の由来とされている。
天正12年（1584年）の小牧・長久手の戦いでは森長可に属した妻木城主である妻木頼忠が内津峠に布陣し、付近の町が焼失した。
江戸時代には中山道に対する裏街道として荷物輸送に使われており、明治時代に入ると難所ゆえにトンネル建設の声が高まった。1880年には下街道の改修が行われて荷車や馬車の通行が可能になったが、1900年に中央本線が名古屋駅 - 多治見駅の間に開通すると、物流は鉄道を使うようになって峠は寂れた。
戦後は国道指定され国道19号の一部となり、モータリゼーションの進展によって交通量は増加していく。

## 年表
- 1952年（昭和27年） - 新道路法の施行により、国道19号は1級国道に指定される。
- 1958年（昭和33年） - 国道19号は多治見市池田町から恵那市大井町まで舗装が完了。昭和30年代の終わりには交通量の急増に伴い、峠越えに渋滞がたびたび発生するようになった。また、1級国道にもかかわらず急勾配や急カーブがあり、事故が多発した。
- 1969年（昭和44年）- 内津トンネル工事着工。
- 1970年（昭和45年）12月 - 内津トンネルが竣工。2車線で供用開始。
- 1986年（昭和61年） - 交通量の増加に伴い北山トンネルの工事に着手。
- 1994年（平成4年） - 北山トンネルが開通。内津峠越えは上下線別4車線になった。